# Para Chamar Tua Atenção
Para Chamar a Tua Atenção é o álbum de estreia do Ministério Unção de Deus, lançado em 2005 pela gravadora Zekap Gospel.
Gravado na Igreja de nome homônimo, dentre os dias 26 e 27 de março de 2005, a obra reúne canções congregacionais numa sonoridade contemporânea. A obra foi a responsável pelo aparecimento da banda dentre os trabalhos cristãos da época, principalmente sendo indicada à duas categorias no Troféu Talento, uma delas direcionada à canção "Fala Deus", indicada à Música do ano.
Para Chamar Tua Atenção teve a colaboração de vários músicos convidados, sendo os mais notáveis Ronald Fonseca nos arranjos e produção musical, Bene Maldonado na guitarra e violão e Zé Canuto nos metais. A maior parte das composições são de Ronald Fonseca e Davi Sacer.
O álbum foi eleito o 85º melhor disco da década de 2000, de acordo com lista publicada pelo Super Gospel.

## Faixas
1. "Santo"
2. "Eu Te Amo"
3. "Eu Te Exalto"
4. "Meu Maior Tesouro"
5. "Fala Deus"
6. "Adorador"
7. "Jesus Maravilhoso"
8. "Mais de Ti"
9. "Para Chamar Tua Atenção"
10. "O Teu Amor é Real"
11. "Chamado à Excelência"
12. "Tributai"

## Ficha técnica
Banda
- Rafael Novarine - Vocal
- Hosanna Canabarro - Vocal de apoio
- Fernandinho - Baixo
- Leonardo Novarine - Bateria
- Fabiano - violão

Músicos convidados
- Ronald Fonseca - Produção musical, piano e arranjos
- Bene Maldonado - guitarra e violão
- Zé Canuto - arranjo de metais
- Jessé Sadoc - trompete
- Aldivas Ayres - trombone
- Rick Ferreira - guitarra steel
- Zé Leal - percussão